# Tanypus lacustris
Tanypus lacustris är en tvåvingeart som först beskrevs av Jean-Jacques Kieffer 1913.  Tanypus lacustris ingår i släktet Tanypus och familjen fjädermyggor. Inga underarter finns listade i Catalogue of Life.